# Disturbios de Brixton de 1985
Los Disturbios de Brixton de 1985 (algunas veces llamados "levantamiento") empezaron el 28 de septiembre en Brixton, barrio del municipio de Lambeth en Londres, Reino Unido.
La policía estaba buscando a Michael Groce en relación con un tiroteo con armas de fuego y pensaban que estaba escondido en casa de su madre, Dorothy "Cherry" Groce, a la cual dispararon. Michael no estaba en la casa, y a resultas del balazo, su madre quedó paralizada de cintura para abajo.
Groce había emigrado en su juventud de Jamaica al Reino Unido, de modo que el incidente fue percibido por muchos residentes locales del mismo origen como una prueba más del racismo institucional en la Metropolitan Police.
Así como el hecho del tiroteo se fue conociendo en la comunidad, un gran grupo de gente que protestaba se reunió ante la comisaría local de policía cantando proclamas antirracistas y reclamando una acción disciplinaria contra los agentes involucrados en el incidente. La hostilidad entre la multitud predominantemente negra y la predominantemente blanca fuerza policial rápidamente sufriría una escalada de violencia que derivaría en una serie de enfrentamientos en las calles.
La policía perdió el control del área durante aproximadamente 48 horas durante las cuales varias tiendas fueron saqueadas y se iniciaron varios incendios, dejando por lo menos un edificio y docenas de coches destruidos. Un fotógrafo de prensa murió a consecuencia de heridas en la cabeza y se realizaron docenas de arrestos.

## Consecuencias
El policía que disparó a Dorothy, el inspector Douglas Lovelock, fue procesado aunque posteriormente sería absuelto de los cargos por agresión malintencionada. La señora Groce recibió una compensación de la Metropolitan Police por sus heridas. 
Una semana después, otro conflicto, provocado por circunstancias similares, estallaría entre la Policía Metropolitana y los residentes principalmente negros del barrio de Tottenham en el municipio de Haringey en Londres, que sería conocido como los disturbios de Broadwater Farm.